# روبرتو أموديو
روبرتو أموديو (بالإيطالية: Roberto Amodio)‏ هو لاعب كرة قدم إيطالي في مركز الدفاع، ولد في 23 أكتوبر 1961 في كاستيلاماري دي ستابيا في إيطاليا. لعب مع نادي أفيلينو ونادي تارانتو 1927 ونادي توريس ونادي ليتشي ونادي مسينا ونادي نابولي ويوفي ستابيا.